# 우사 미하루
우사 미하루(일본어: 羽咲 みはる, 1992년 3월 3일~)는 일본의 AV 여배우이다.